# 월덱스
월덱스(Worldex Industry & Trading Co., Ltd.)는 대한민국의 반도체 부품 소재 기업이다. 본사는 경북 구미시 구포동 4공단로7길 53-77에 위치해 있으며 대표이사는 배종식이다.

## 상장
2008년 6월 19일 주관사를 한국투자증권으로 공모가 10,000원에 코스닥 시장에 상장하였다.

## 같이 보기
- 반도체

## 참고 문헌
1. ↑  ㈜월덱스, 세계적인 반도체 부품 소재 전문 기업, 매일신문, 2023-12-19
2. ↑  월덱스, 실적 성장 꾸준한 반도체 부품주, 아이투자, 2023-08-18
3. ↑  '반도체 반등'이 시작됐다 실적 좋은 저평가 기업 주목! <월덱스>, 머니투데이, 2023-0-28